# Новоселки (сільське поселення село Макарово)
Новоселки (рос. Новоселки) — присілок в Перемишльському районі Калузької області Російської Федерації.
Населення становить 2 особи. Входить до складу муніципального утворення Село Макарово.

## Історія
Від 2004 року входить до складу муніципального утворення Село Макарово

## Населення
1. Н/Д[2]